# Prodasineura palawana
Prodasineura palawana – gatunek ważki z rodziny pióronogowatych (Platycnemididae). Endemit zachodniej części Filipin – stwierdzony na wyspach Balabac, Busuanga, Dumaran i Palawan.